# Holszańscy herbu Hippocentaurus

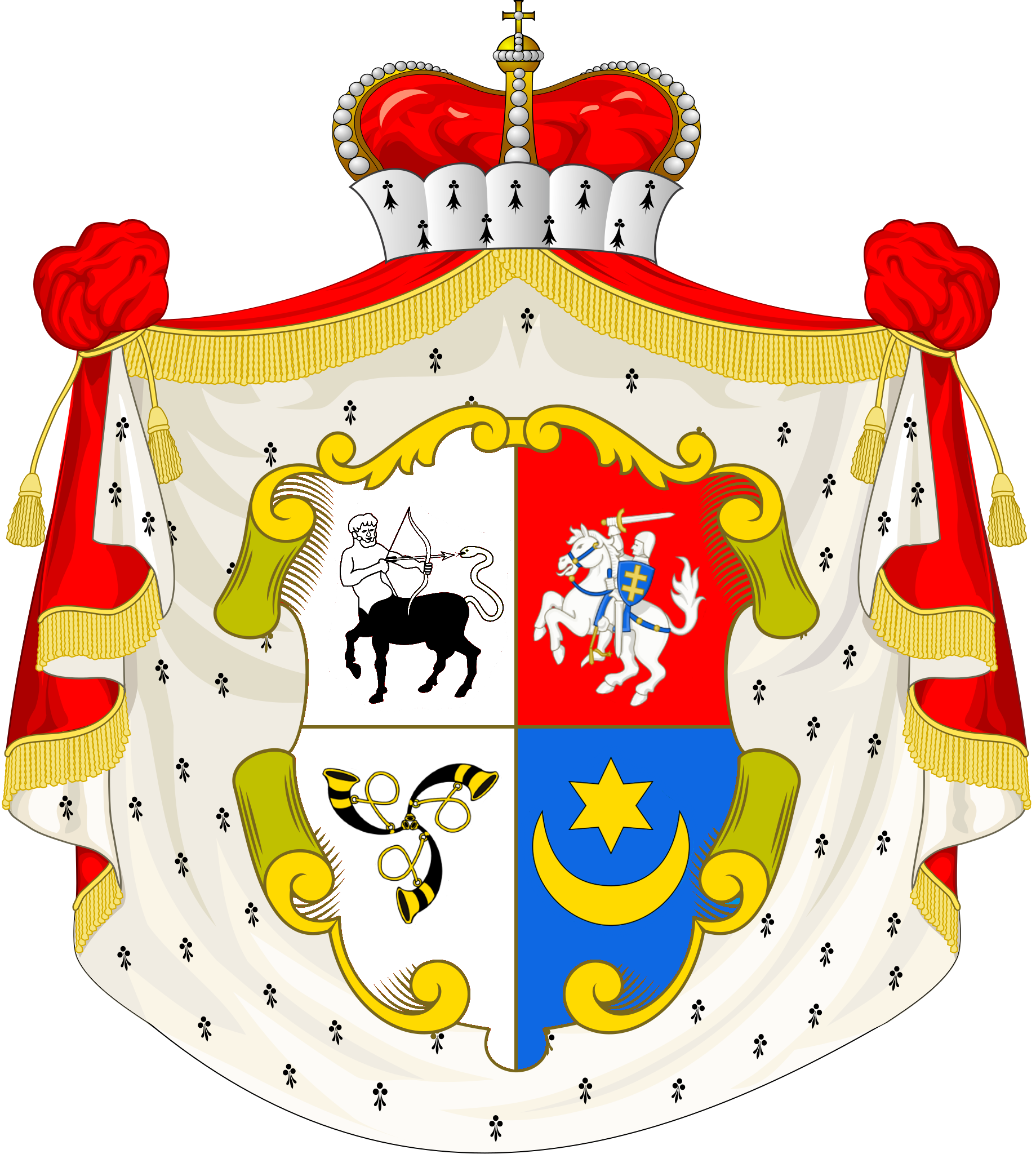
Herb książęcy rodu Holszańskich – Holszański

Holszańscy herbu Hippocentaurus – ród książęcy pochodzenia wielkolitewskiego. 
Protoplastą Holszańskich jest Algimunt, potomek udzielnych książąt Wielkiego Księstwa Litewskiego. Ród był spokrewniony z Jagiellonami, Zofia Holszańska, czwarta żona króla Władysława Jagiełły, urodziła mu synów i późniejszych królów: Władysława Warneńczyka i Kazimierza Jagiellończyka.
Ostatnim męskim przedstawicielem rodu był Semen Holszański zmarły w 1556 roku.

## Etymologia nazwiska
Nazwisko Holszańskich ma charakter odmiejscowy, a konkretniej pochodzi od nazwy miejscowości Holszany, zlokalizowanej w danym powiecie oszmiańskim (obecnie Białoruś).

## Pochodzenie

### Legenda
Według Macieja Stryjkowskiego (ur. 1547), początki tej rodziny sięgają Holszy Romuntowicza (żył około 1250 roku), który wywodził się z linii Dowsprunga. Według dawnej genealogii wielkolitewskich książąt, Holsza, syn Romunta, miał być potomkiem Dowsprunga, który żył w X wieku i był współczesnym Palemonowi. Według tych podań, Holsza miał dać początek rodu Holszańskich w jedenastym pokoleniu. Jednakże, te genealogiczne wywody są bardzo wątpliwej wiarygodności, zwłaszcza biorąc pod uwagę ogromną odległość czasową i słabo udokumentowane dzieje Wielkiego Księstwa Litewskiego, które często są przedstawiane bardziej w sposób legendarny niż oparty na faktach. Owe wywody mają na celu udowodnienie filiacji rodu Holszańskich, sięgającej, według tych podań, do czasów legendarnych i niepewnych.

### Fakty historyczne
Holszańscy są rodem książęcym (kniaziowskim), o wielkolitewskim pochodzeniu etnicznym. Historia tego rodu, oparta na pewnych śladach piśmiennych, rozpoczyna się dopiero od Iwana Algimuntowicza, księcia wielkolitewskiego z Holszan (żyjącego około 1379-1402), którego ojciec Algimunt (Olgimunt, Ougemundes) jest przedstawicielem pierwszego pokolenia Holszańskich, które można potwierdzić historycznie. Dopiero od tego momentu możemy mówić o bardziej konkretnych informacjach dotyczących rodu Holszańskich i ich historii.

## Historia
Iwan Algimuntowicz jest pierwszą historyczną postacią swojego rodu. Po raz pierwszy jego podpis widnieje w 1379 roku na traktacie pokojowym między Władysławem Jagiełłą, Kiejstutem a Wielkim Mistrzem Zakonu Krzyżackiego, jest to zarazem pierwsza historyczna wzmianka dotycząca rodu Holszańskich. Według opinii Juliana Bartoszewicza, Iwan Algimuntowicz był oddany i lojalny wobec wielkiego księcia Witolda, co wynika z jego publicznej działalności, która zawsze wspierała Witolda, a także z informacji przekazanych przez Macieja Stryjkowskiego o łaskawym traktowaniu go przez wielkiego księcia litewskiego. Iwan często również podpisywał się obok Wielkiego Księcia na ważnych aktach dyplomatycznych, zwykle jako jeden z pierwszych. Był również prawdopodobnie zaangażowany w sprawy polityczne. Niestety, brak wystarczającej ilości archiwalnych źródeł oraz niepewne informacje kronikarskie uniemożliwiają nam dokładniejsze określenie tych działań.
Z uwagi na popularne w czasach ówczesnych nazwiska patronimiczne Iwana – Algimuntowicz – udaje się rozszyfrować imię jego ojca, Algimunta, który zarazem jest w rzeczywistości protoplastą rodu Holszańskich.

## Znani przedstawiciele
- Iwan Holszański − namiestnik Kijowa w 1397 roku, (zm. 1401)
- Andrzej Holszański − ojciec królowej Zofii Holszańskiej, (zm. przed 1420)
- Paweł Algimunt Holszański – od 1507 roku biskup łucki, od 1536 roku wileński.
- Semen Holszański − hetman wielki litewski, (zm. 1505)

- Zofia Holszańska − królowa Polski, córka Andrzeja Holszańskiego
- Maria Holszańska − żona Eliasza, hospodara mołdawskiego. Córka Andrzeja Holszańskiego, siostra Wasylisy i Zofii.
- Wasylisa Holszańska − żona kniazia Iwana Bielskiego. Córka Andrzeja Holszańskiego.
- Tatiana Anna Holszańska (? - 1521) −  córka Semena Holszańskiego